# エビのチリソース煮
エビのチリソース煮（エビのチリソースに、中国語：乾焼蝦仁または乾焼明蝦）は、エビを辛い味付けで炒めた料理。エビチリという略称で呼ばれることも多い。

## 中国と日本式の差異
日本で知られているポピュラーなレシピは、中華料理人の陳建民が日本で中華料理店を営むにあたり、上海風四川料理の「乾焼蝦仁」（カンシャオシャーレン、繁体字: 乾燒蝦仁、簡体字: 干烧虾仁）をアレンジしたレシピが広まったものである。香港と台湾では「乾焼明蝦」（カンシャオミンシャー、繁体字: 乾燒明蝦、簡体字: 干烧明虾）と書くことも多い。当時は日本人が本場中国の乾焼明蝦の味(主に豆板醤の辛味)に慣れていなかったことからケチャップ、スープと卵黄を用いて辛味を抑え、また調理法そのものを簡易化し今の日本人向けエビチリが作られた。
このレシピが完成するまでは、生のトマトを刻んで入れたりするなどの試行錯誤があり、現在のエビチリは陳建民が晩年に至って完成させたものであると、陳建民の息子の陳建一は語っている。
ケチャップやスープの素の利用により、家庭でも作ることが容易になり、辛さが抑えられた事もあって、日本の大衆に受け入れられ、中華料理ブームに乗った食品会社の宣伝も手伝って一気に普及した。今日では代表的な中華料理の一つとして広く親しまれている。